# Rue de la Chouette
La rue de la Chouette est une rue du centre historique de Dijon.

## Situation et accès
Cette rue pittoresque qui est située dans le centre historique débute rue Jeannin et rue de la Verrerie et se termine place Notre-Dame et rue de la Préfecture.

## Origine du nom
Cette voie prend son nom d'une sculpture (en forme de chouette) qui se trouve sur le mur extérieur nord de l'Église Notre-Dame de Dijon, qui borde la rue. La sculpture est réputée comme porte-bonheur à celui/celle qui la touche et fait un vœu.

## Bâtiments remarquables et lieux de mémoire
- no 8 : Hôtel de Vogüé
- no 10 : Maison Millière
- no 26, rue de la Préfecture angle de la place Notre-Dame : Immeuble des XVIIe siècle-XVIIIe siècle
- Église Notre-Dame de Dijon

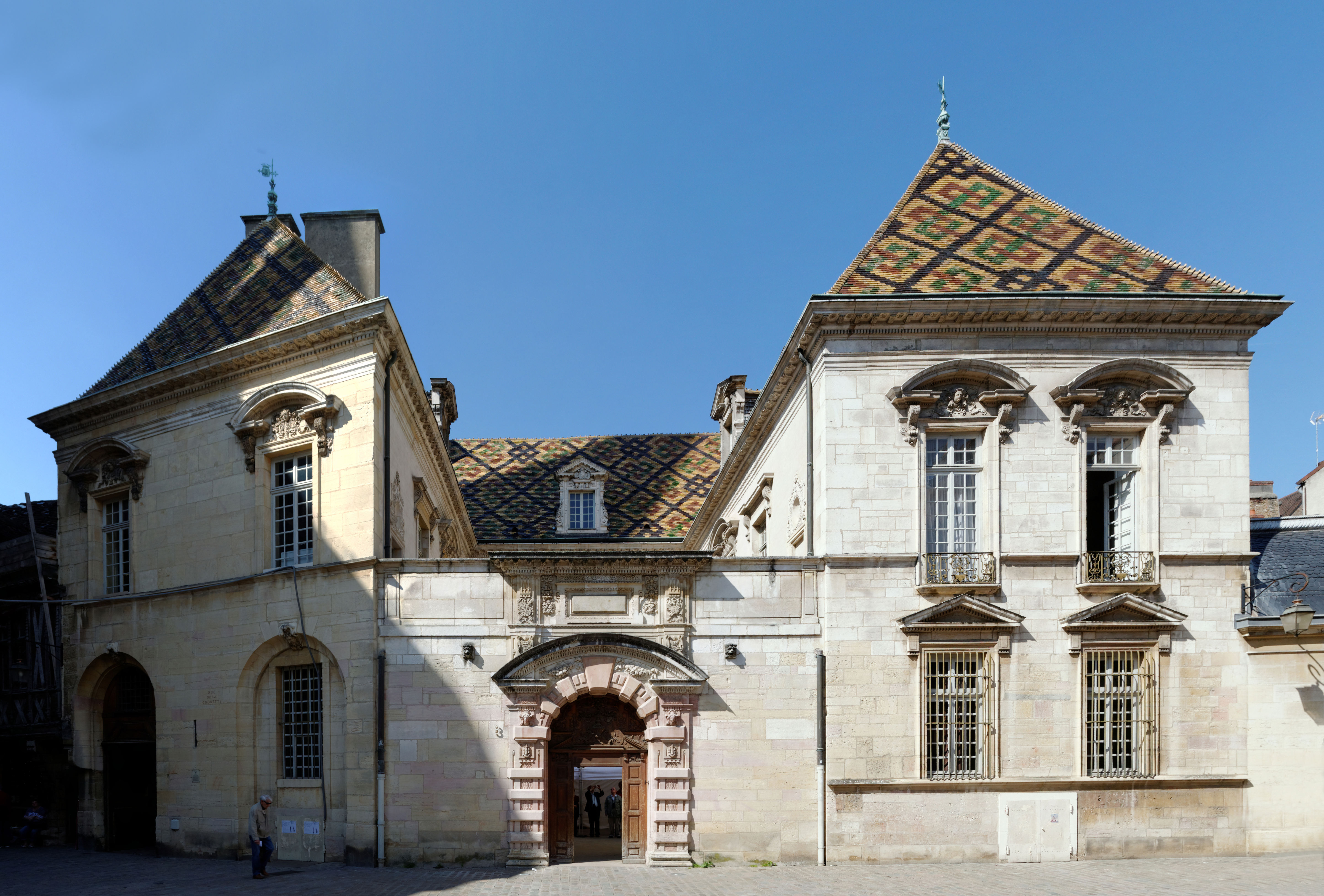
Hôtel de Vogüé
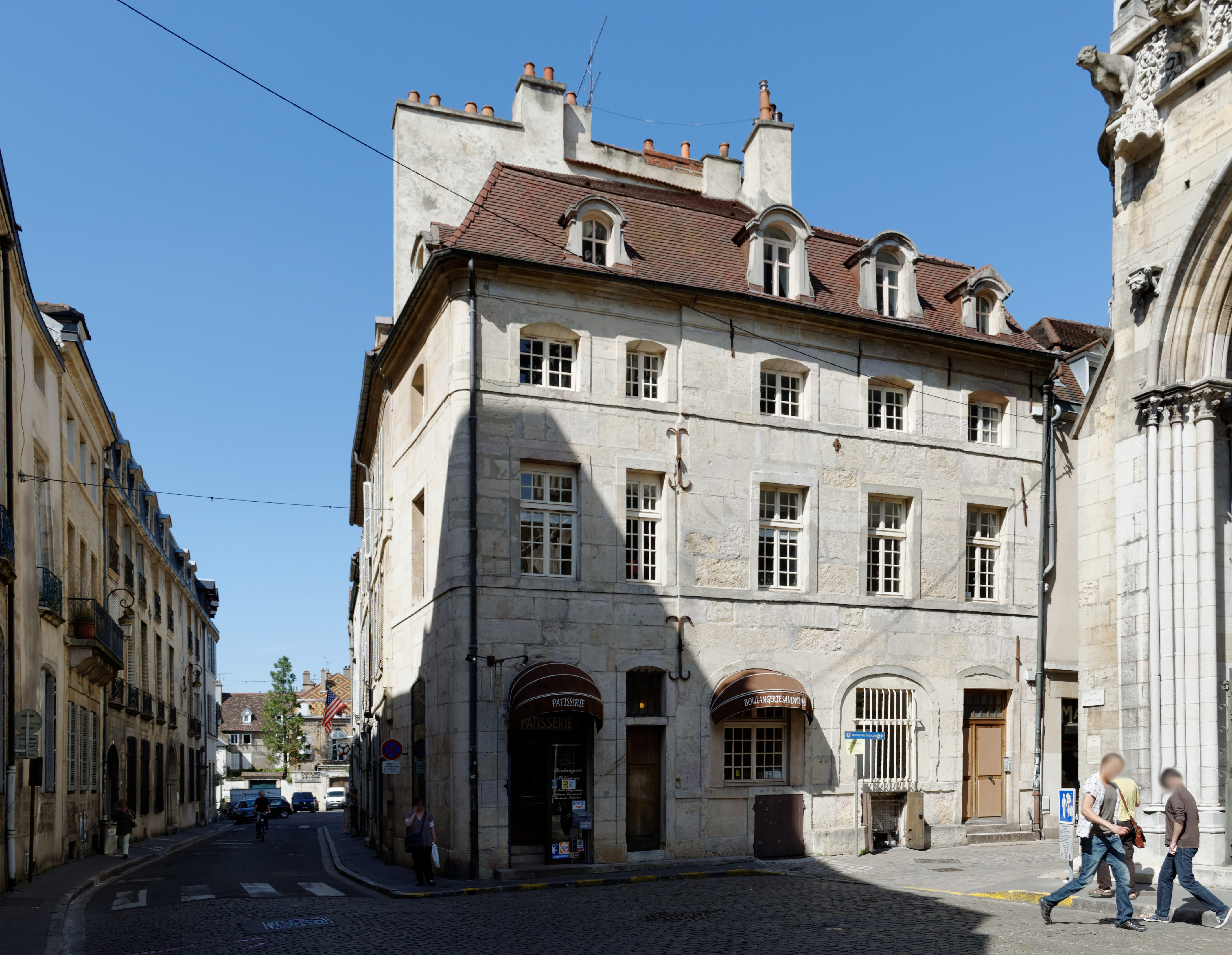
Immeuble du no 26
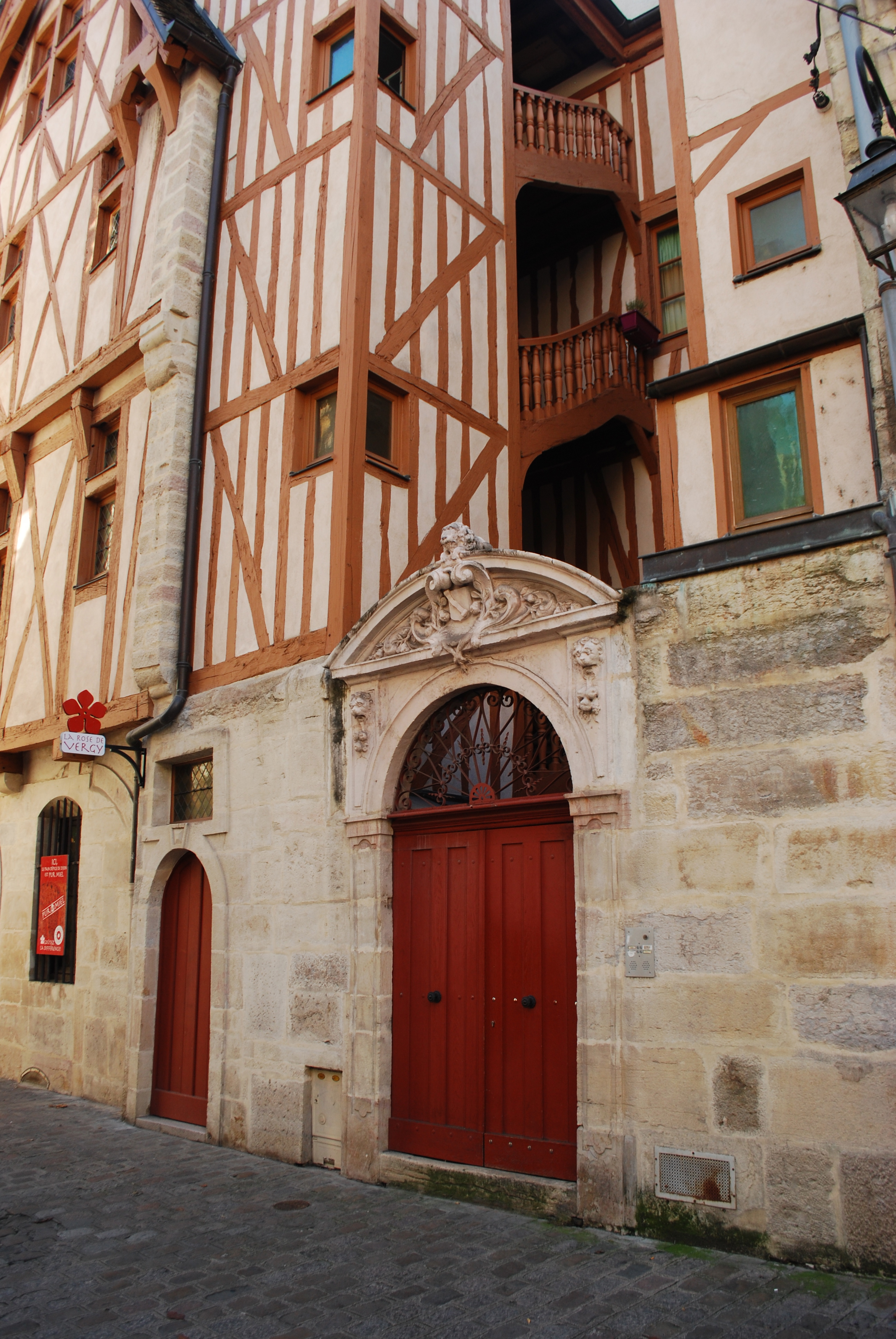
Immeuble de la rue